# Фрис, Оге
Оге Фрис (дат. Aage Friis; 16 августа 1870 — 5 октября 1949) — датский историк.
В 1899 году защитил докторскую диссертацию, посвящённую деятельности А. П. Бернсторфа. Профессор Копенгагенского университета в 1913—1935 гг., в 1932—1933 гг. его ректор. В 1925 г. работал в Москве, благодаря чему датские историки и архивисты получили копии касающихся Дании материалов из российских архивов. Многолетний член Датского исторического общества, в 1929—1939 гг. его председатель.
Как общественный деятель основал и возглавил Датский комитет поддержки интеллектуалам в изгнании (позднее — Объединённый датский комитет помощи беженцам), активно действовавший после 1933 года в пользу беженцев из нацистской Германии. Работу Фриса в этой области высоко оценил в своём некрологе Нильс Бор, отмечавший, что Фрису удалось добиться сотрудничества между датскими властями и общественностью в этом вопросе, а благодаря этому не только были спасены многие жизни, но и значительно поднялся мировой авторитет страны.